# سلفورد، آکسفوردشر
سلفورد (به انگلیسی: Salford) یک روستا و محله مدنی در بریتانیا است که در آکسفوردشر غربی واقع شده‌است. سلفورد ۳۵۶ نفر جمعیت دارد.